# Phrurolithus sordidus
Phrurolithus sordidus is een spinnensoort uit de familie van de Phrurolithidae.
De wetenschappelijke naam van de soort werd in 1972 gepubliceerd door Savelyeva.